# Kempareddigaripalli, Srinivaspur
Kempareddigaripalli là một làng thuộc tehsil Srinivaspur, huyện Kolar, bang Karnataka, Ấn Độ.